# Franziskanerkirche (Košice)

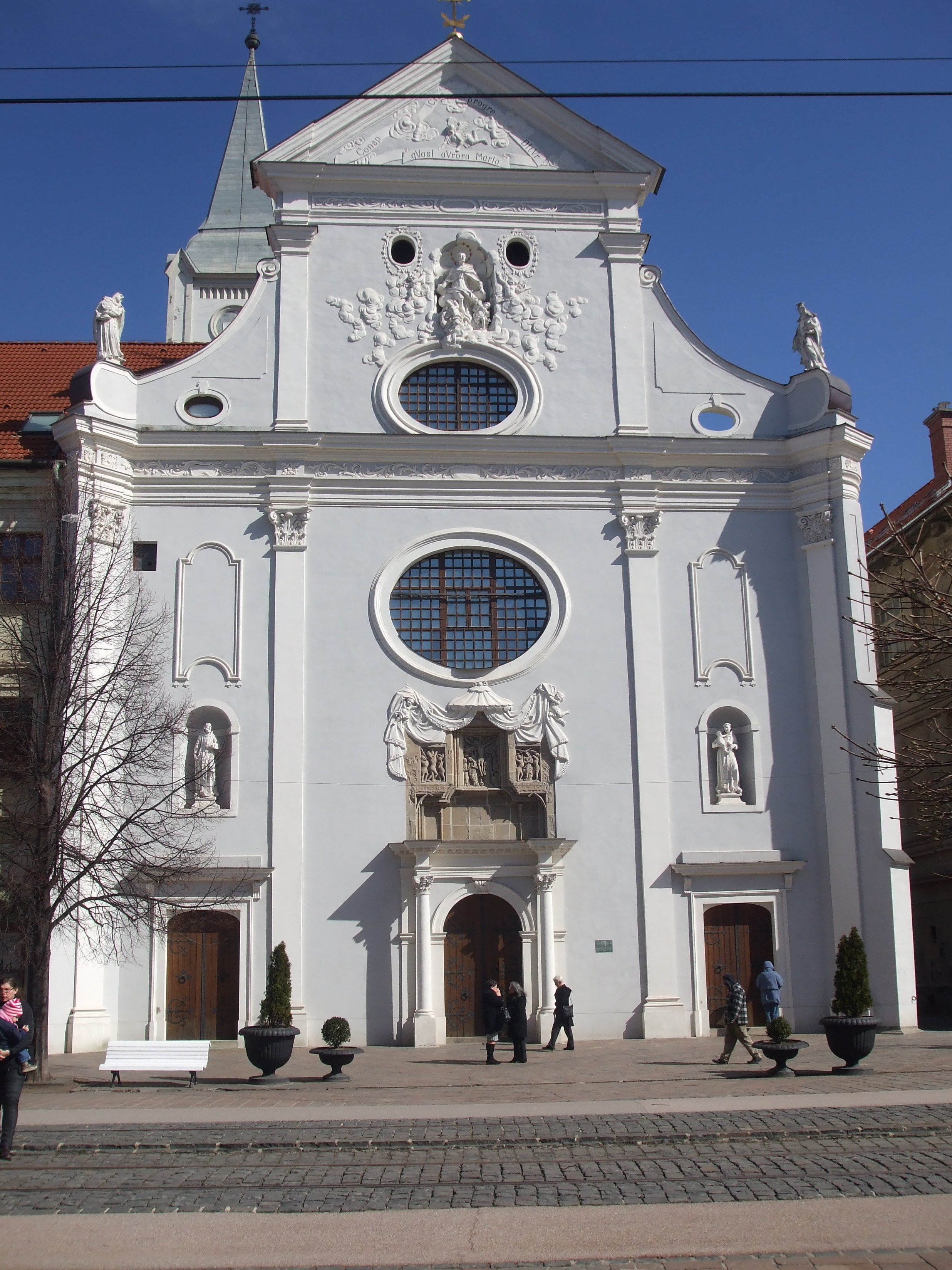
Ansicht der barocken Fassade der Kirche

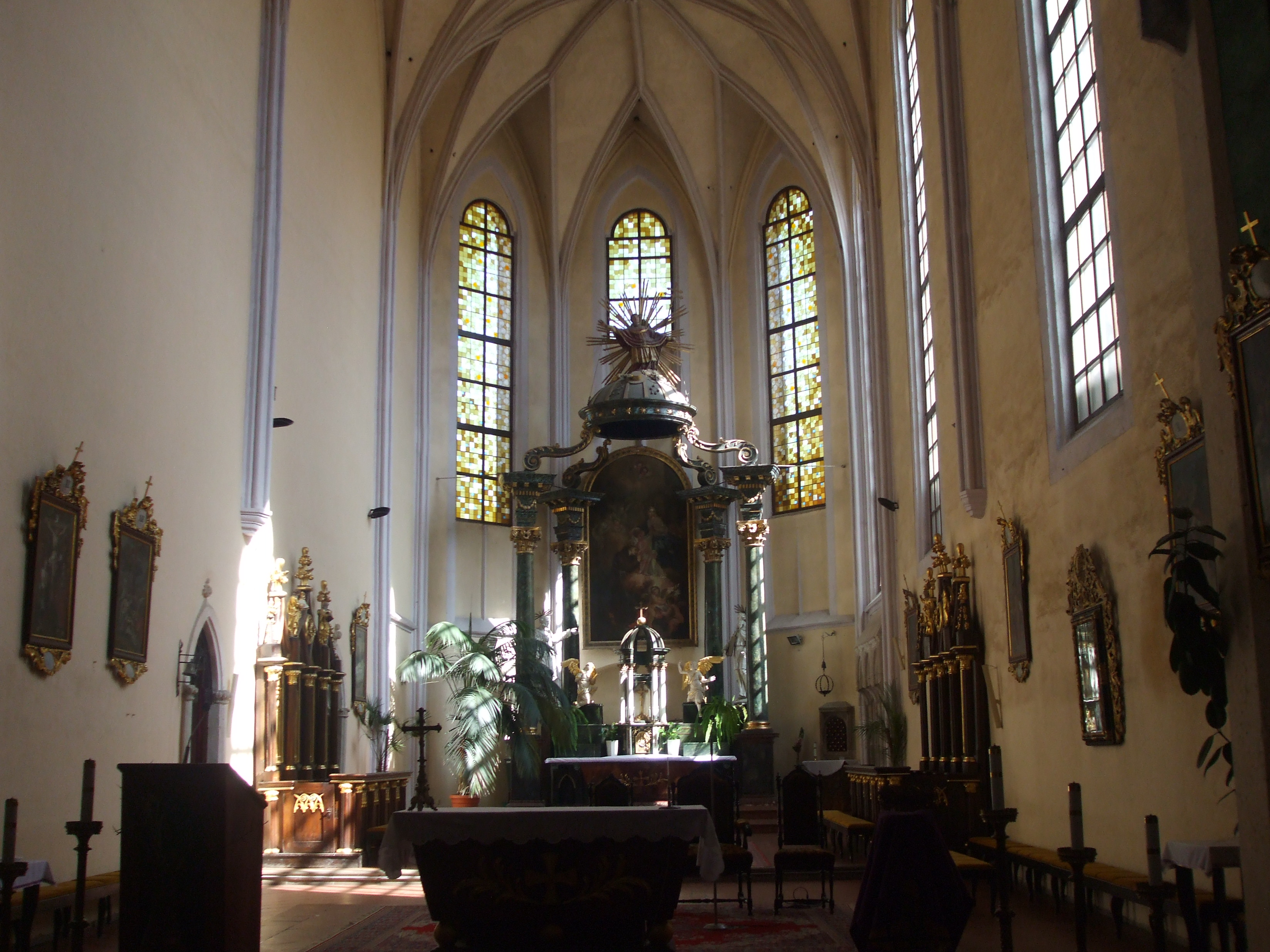
Das Innere mit dem Hauptaltar

Die römisch-katholische Franziskanerkirche (slowakisch Kostol františkánov) ist eine Kirche in der zweitgrößten slowakischen Stadt Košice (deutsch Kaschau). Sie befindet sich an der Hauptstraße (slowakisch Hlavná ulica) Nr. 93 und wird auch Seminarkirche (slowakisch Seminárny kostol) oder Antoniuskirche (slowakisch Kostol svätého Antona Paduánskeho), nach dem Patrozinium des heiligen Antonius von Padua, benannt.
Den ursprünglich gotischen Sakralbau ließ die Familie Perényi nach einem Brand im Jahr 1333 für den Franziskanerorden bauen. Die Kirche trug ursprünglich das Patrozinium des heiligen Nikolaus. Vollendet wurde die Kirche erst im Jahr 1405, das benachbarte Kloster wurde im 15. Jahrhundert errichtet. Nach dem Stadtbrand von 1556 verließen die Franziskaner die Stadt, wie schon vorher 1551–54, danach wurde das Kirchenschiff als Militärmagazin, das benachbarte Kloster als Kaserne genutzt. Von 1597 bis 1671 war das abgegrenzte Presbyterium Bischofskirche des Bistums Eger (deutsch Erlau), als die namensgebende Stadt unter osmanischer Besatzung (bis 1687) stand.
1651 kehrten die Franziskaner in die Stadt zurück. Zuerst nutzten sie ausschließlich die Kapelle, die sie dem heiligen Antonius geweiht hatten. Im Laufe der Zeit erhielt der Orden auch andere Teile der Kirche, wegen der Standesaufstände mussten die Ordensmitglieder aber zeitweise fliehen. Erst 1718 begann ein größerer Umbau, in dessen Verlauf die Kirche barockisiert wurde, nur das Presbyterium im gotischen Stil verblieb. Nach der Auflösung des Franziskanerklosters durch Joseph II. wurde die Kirche mit dem Kloster vom Staat konfisziert.
1806, zwei Jahre nach der Gründung des Bistums Kaschau, wurde in der Kirche und im Kloster ein Priesterseminar untergebracht. In der Zeit der napoleonischen Kriege diente die Kirche als Lager. Während des umfangreichen Umbaus des Elisabeth-Doms von 1877 bis 1896 war sie die Hauptpfarrkirche der Stadt.